# Cement Roadstone Holding
Cement Roadstone Holding plc (CRH) ist ein weltweit operierender irischer Baustoffhersteller mit Hauptsitz in Dublin. Das Unternehmen entstand 1970 durch den Zusammenschluss der irischen Unternehmen Cement Holding und Roadstone Ltd. Das Unternehmen ist an der New York Stock Exchange notiert. CRH hatte 2012 eine Produktionskapazität von 56 Mio. t Zement.
Das Unternehmen hat etwa 3.100 Niederlassungen und Beteiligungen, darunter auch die Schweizer Unternehmensgruppen Jura-Holding (Baustoffproduktion) und CRH Central Europe Builders Merchants (mit der Beteiligung an CRH Gétaz Group (Baustoffhandel)) sowie die deutschen Unternehmen Unidek Deutschland GmbH und die Gefinex GmbH sowie den Betonsteinhersteller Ehl AG.

## Geschichte

### 1970–1990
Das Unternehmen, dessen Name als Abkürzung für Cement Roadstone Holdings begann, ging 1970 hervor durch die Fusion von Cement Ltd. (gegründet 1936) und Roadstone Ltd. (gegründet 1949). Laut Jonathan Guthrie von der Financial Times wird es „Cee Orr Haitch“ ausgesprochen. Das Unternehmen ging 1973 an die irische Börse.
CRH trat 1978 in den Markt der USA ein, indem der Konzern Amcor kaufte, einen Hersteller von Beton in Utah, der dann die Grundlage für die US-Division des Unternehmens bildete, die jetzt Oldcastle Inc. heißt. Zu den nachfolgenden großen Käufen in den USA gehörte 1985 Callanan Industries, ein im Bundesstaat New York beheimateter Hersteller von Gesteinskörnungen und Asphalt. Im Jahr 1986 wurde die niederländische Heras, ein Hersteller von Bauzäunen, gekauft. Im Jahr 1987 wurde CRH in den britischen Aktienindex FTSE 100 Index aufgenommen.

### 1991–1999
In den 1990er Jahren trat das Unternehmen in den französischen Markt ein, indem es „Raboni SA“, ein Bauunternehmen, und „Prefaest SA“, ein Unternehmen für Entwässerungssysteme und Betongewölbehersteller, kaufte.
1995 trat CRH erstmals in die Emerging Markets ein, indem das Unternehmen die Holding „Cement Polski“kaufte, die später die Mehrheit an „Cementownia Ozarow“, einem der größten polnischen Zementhersteller, übernahm. Diese Akquisition war der erste Zementproduktionsbetrieb außerhalb Irlands. Bis zum Ende des Jahrzehnts zählte CRH mehr als ein Dutzend Betriebe in Polen und hat seitdem in die Zementproduktion in der benachbarten Ukraine investiert. 1999 kaufte CRH „Finnsementti Oy“, Finnlands einzigen Zementhersteller, und „Lohja Rudus Oy“, Finnlands führenden Hersteller von Zuschlagstoffen und Transportbeton.
In den 1990er Jahren umfassten die US-Akquisitionen von CRH „Betco Block & Products Inc.“ aus Bethesda, Maryland im Jahr 1990. CRH erwarb 1994 „Balf Co.“ in Connecticut, „Libanon Rock“ in Pennsylvania, „Keating“ in Massachusetts und „Sullivan Lafarge“ im Bundesstaat New York. 1996 erwarb das Unternehmen „Allied Building Products“, das sich auf Dach- und Verkleidungsprodukte spezialisiert hatte, und „Tilcon“, einen bedeutenden Straßenbauspezialisten im Nordosten der USA.

### 2000–2010
Das Unternehmen betrat im Jahr 2000 mit dem Kauf der Jura-Gruppe die Schweiz. Im folgenden Jahr beteiligte sich CRH an „Neher Israel Cement Works“, dem einzigen Zementhersteller in diesem Land, und beteiligte sich mit 25 % an seiner Holdinggesellschaft Mashav. Im Juli 2003 übernahm sie „Cementbouw“, eine Baumarktkette und zugleich Baustoffhersteller in den Niederlanden.
In den Vereinigten Staaten erwarb CRH im Jahr 2000 die „Shelly Group“ in Ohio und im Jahr 2006 „Mount Hope Rock Products“ mit Sitz in New Jersey und „Ashland Paving And Construction“ in Atlanta. Weitere Bestandteile des Konzerns sind seit 2006 die Halfen GmbH, der österreichische Baustoffhändler Quester und der deutsche Baustoffhändler Bauking AG. 2007 erwarb CRH vier Unternehmen im Wert von insgesamt 350 Mio. USD, um die US-amerikanische Materialsparte zu erweitern: „Conrad Yelvington Distributors Inc.“, „Eugene Sand & Gravel“, „Cessford Construction“ und „McMinns Asphalt and Prospect Agregates“.
2006 investierte CRH in eine Zementfabrik in der chinesischen Region Heilongjiang. Im Jahr 2008 übernehm CRH einen 50-prozentigen Anteil an dem indischen Zementunternehmen „My Home Industries Ltd.“

### Seit 2011
Im Jahr 2015 stimmte CRH dem Kauf des britischen Baustoffherstellers „Lafarge Tarmac“ zu. Im selben Jahr erwarb CRH Vermögenswerte in Höhe von 6,5 Mrd. USD von der neu gegründeten Firma LafargeHolcim. Mit der Akquisition von LafargeHolcim wurde CRH zum drittgrößten Baustoffkonzern der Welt nach Marktwert.
2017 erwarb CRH die deutschen Fels-Werke, einen Hersteller von Kalk und Zuschlagstoffen mit Geschäftsbereichen auch in der Tschechischen Republik und Moskau. Im Jahr 2023 veräußerte CRH die Beteiligung an Fels-Werke wieder, die Transaktion wurde im Jahr 2024 vollzogen. 2018 erwarb CRH die Firma „Ash Grove Cement Company“ in den USA.
Am 16. Juli 2019 gab CRH bekannt, den kompletten europäischen Distributionszweig an Blackstone zu verkaufen. Während die einzelnen rechtlichen Entitäten unter gleicher Firmierung fortgesetzt wurden, wurde aus der CRH-SD die BMSuisse (Building Materials Suisse). Diese wiederum ist Teil der neu gegründeten BME-Gruppe.
Mit Wirkung zum 20. September 2023 verlegte das Unternehmen seine Erstnotierung an die New York Stock Exchange, nachdem es diese bereits einmal 2005 von der Euronext Dublin zur London Stock Exchange verlegte. Während die Notierung an der London Stock Exchange als Zweitnotierung erhalten bleibt, erfolgte zum genannten Stichtag ein vollständiges Delisting der Aktien von der Euronext Dublin. Grund hierfür ist die angestrebte Aufnahme in den US-Aktienindex S&P 500, welche voraussetzt, dass das meiste Handelsvolumen an einer US-Börse stattfindet. Bisher wurden die meisten CRH-Aktien an der Euronext Dublin gehandelt. Infolgedessen schied CRH aus dem FTSE 100, dem ISEQ Overall Index sowie aus dem EURO STOXX 50 aus.